# Alma Katsu
Alma Katsu (Fairbanks, Alaska, 29 de noviembre de 1959) es una escritora estadounidense, famosa por la trilogía de libros The Taker, The Reconing y The Descent, cuyo tercer libro ya es inédito en Hispanoamérica.

## Obra

### Novelas
- The Taker, Gallery Books, 2011 (ISBN 9781439197059)

- The Reckoning, Gallery Books, 2012 (ISBN 9781451651805)

- The Descent, Gallery Books, 2014 (ISBN 9781451651829)

### Cuentos
- The Witch Sisters, 2013 (ASIN B008N1YHPM)

- The Marriage Price, 2012 (ASIN B00B0QITYC)

- The Devil’s Scribe, Gallery Books, 2012 (ASIN B006VFZPNU)

- Pipefitter’s Union, in anthology Enhanced Gravity, Paycock Press (ISBN 0931181208)

## Galardones
- Goodreads Choice Awards Best Paranormal Fantasy.[2]